# بنجامين هيكوكس
بنجامين هيكوكس (بالإنجليزية: Benjamin Hickox)‏ هو سياسي أمريكي، ولد في 1686 في واتربوري في الولايات المتحدة، وتوفي في 17 نوفمبر 1745 في الولايات المتحدة. انتخب عضو مجلس نواب كونيتيكت.